# Hatem Bejaoui
Pour les articles homonymes, voir Bejaoui.
Hatem Bejaoui, né le 10 mai 1986, est un footballeur tunisien évoluant au poste d'arrière gauche.

## Parcours
Il est formé au El Ahly Mateur avant de rejoindre l'Étoile sportive du Sahel, puis l'Espérance sportive de Tunis en décembre 2014. Le 15 septembre 2015, il part pour le Damak FC en Arabie saoudite pour une saison sous forme de prêt.

## Palmarès
- Vainqueur du championnat d'Afrique des nations : 2011
- Vainqueur de la Ligue des champions de la CAF : 2007
- Vainqueur de la Supercoupe de la CAF : 2007
- Vainqueur de la coupe de la confédération : 2006
- Demi-finaliste de la coupe du monde des clubs : 2007